# توم هوبكنس
السير هنري توماس (بالإنجليزية: Tom Hopkinson)‏ «توم» هوبكنسون (19 أبريل 1905 - 20 يونيو 1990) هو صحافيًا بريطانيًا ومحررًا لمجلة الصور ومؤلفًا ومعلمًا. 

## بداية حياته
ولد في مانشستر، وكان والده رجل دين من كنيسة إنجلترا وعالم، وكانت والدته مديرة مدرسة. حضر هوبكينسون المدرسة الإعدادية على ساحل لانكشاير ثم مدرسة سانت إدوارد في أكسفورد. من هناك ذهب إلى كلية بيمبروك، وقراءة الاعتلالات الكلاسيكية (الدرجة الثانية، 1925) والعظماء (الدرجة الثالثة، 1927). كان كولينجوود مدرسه في مادة الفلسفة.

## بدايات أعماله
عمل توم هوبكنسون لأول مرة في الدعاية والإعلان، ثم أصبح محررًا مساعدًا للمجلات في عام 1934. وسرعان ما عمل مع ستيفان لورانت في مجلة ويكلي المصورة ، وكتب قصصًا وروايات قصيرة خلال وقت فراغه. كما ساعد لورانت في مجلة ليليبوت ، ثم على مجلة بكتشر بوست بين عامي 1938 1940. عندما رحل لورانت بشكل دائم لأمريكا في يوليو 1940، أصبح هوبكنسون رئيس تحرير بيكتشر بوست في عام 1940، وظل فيها حتى عام 1950. كان هوبكنسون هو الذي دعا المصور الصحفي بيرج هاردي للعمل في بيكتشر بوست . 

## حياته العائلية
تزوج هوبكينسون ثلاث مرات، وكانت زوجاته: أنطونيا وايت، وجيرتي دويتش، ودوروثي هوبكنسون. كان أب لثلاثة أطفال: ليندال هوبكنسون باسيريني، ونيكوليت هوبكينسون رويسكي، وأماندا هوبكينسون. 

## أعمال أخرى
شارك هوبكنسون زوجته الأخيرة، دوروثي، بكتابة كتاب "الصمت الكثير{ وهي سيرة حياة مهير بابا الذي التقى به في لندن عام 1952، وأصبحا محبين، وقد تأثرتبه إلى حد كبير. توفيت ليدي هوبكنسون في أغسطس 1993، فأعاد هوبكنسون كتابة أعماله وتوسيعها فيما بعد إلى نسخة أكبر، وهي "الرسول الصامت: حياة وعمل مهير بابا" ، الذي اكتمل ولكن لم ينشر على ما يبدو.

## روابط خارجية
- توم هوبكنس على موقع الموسوعة البريطانية (الإنجليزية)